# Scheloribates agilis
Scheloribates agilis är en kvalsterart som först beskrevs av Hercule Nicolet 1855.  Scheloribates agilis ingår i släktet Scheloribates och familjen Scheloribatidae. Inga underarter finns listade i Catalogue of Life.